# Cogeces de Íscar
Cogeces de Íscar is een gemeente in de Spaanse provincie Valladolid in de regio Castilië en León met een oppervlakte van 13,56 km². Cogeces de Íscar telt 140 inwoners (1 januari 2016).

## Demografische ontwikkeling

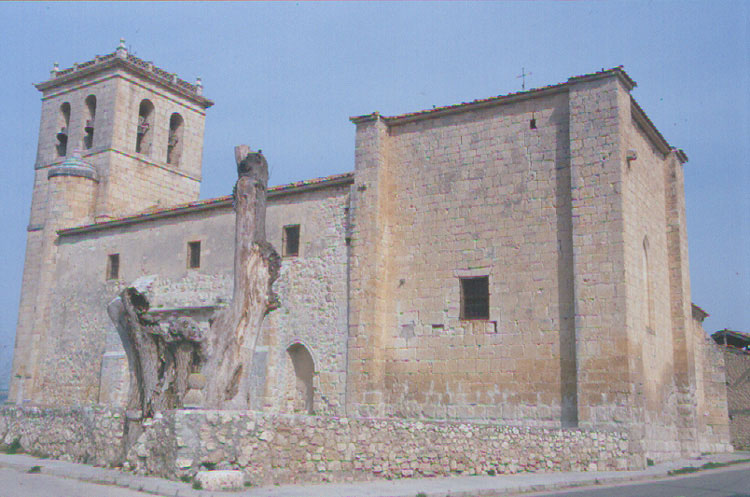
Kerk

Bron: INE, 1857-2011: volkstellingen